# Rafael Reis
Rafael Ferreira Reis (Setúbal, 15 de julio de 1992) es un ciclista portugués, miembro del equipo Anicolor/Tien 21.

## Palmarés
2016
- Gran Premio Jornal de Noticias, más 1 etapa
- 1 etapa del Trofeo Joaquim Agostinho
- 1 etapa de la Vuelta a Portugal
- 3.º en el Campeonato de Portugal Contrarreloj

2017
- 2.º en el Campeonato de Portugal Contrarreloj

2018
- 1 etapa del Trofeo Joaquim Agostinho
- 1 etapa de la Vuelta a Portugal

2019
- 1 etapa del Gran Premio Jornal de Noticias

2021
- 2.º en el Campeonato de Portugal Contrarreloj
- 4 etapas de la Vuelta a Portugal

2022
- Campeonato de Portugal Contrarreloj
- Juegos Mediterráneos Contrarreloj
- 1 etapa de la Vuelta a Portugal

2023
- 1 etapa del Trofeo Joaquim Agostinho
- 1 etapa de la Vuelta a Portugal

2024
- 1 etapa del Trofeo Joaquim Agostinho
- 1 etapa de la Vuelta a Portugal

2025
- 2.º en el Campeonato de Portugal Contrarreloj
- 1 etapa del Trofeo Joaquim Agostinho
- 2 etapas de la Vuelta a Portugal

## Resultados en Grandes Vueltas y Campeonatos del Mundo
Durante su carrera deportiva ha conseguido los siguientes puestos en las Grandes Vueltas. 
| Carrera              | Carrera              | 2013 | 2014 | 2015 | 2016 | 2017  | 2018 | 2019 | 2020 | 2021 | 2022 | 2023 | 2024 | 2025 |
| -------------------- | -------------------- | ---- | ---- | ---- | ---- | ----- | ---- | ---- | ---- | ---- | ---- | ---- | ---- | ---- |
|                      | Giro de Italia       | —    | —    | —    | —    | —     | —    | —    | —    | —    | —    | —    | —    | —    |
|                      | Tour de Francia      | —    | —    | —    | —    | —     | —    | —    | —    | —    | —    | —    | —    | —    |
|                      | Vuelta a España      | —    | —    | —    | —    | 132.º | —    | —    | —    | —    | —    | —    | —    | —    |
| Mundial en Ruta      | Mundial en Ruta      | —    | —    | —    | —    | —     | —    | —    | —    | Ab.  | —    | —    | —    | —    |
| Mundial Contrarreloj | Mundial Contrarreloj | —    | —    | —    | —    | —     | —    | —    | —    | 30.º | —    | —    | —    | —    |

—: no participa

Ab.: abandono